# Цілинна ділянка з ставками
Цілинна ділянка з ставками — ландшафтний заказник місцевого значення. Об'єкт розташований на території Гуляйпільського району Запорізької області, Дорожнянська сільська рада.
Площа — 113,4 га, статус отриманий у 1998 році.
Охороняється яружно-балкова система у верхів'є невеликої річки з лучно-степовою рослинністю. У пониззі протікають водотоки, на яких сполучені ставки.

## Галерея

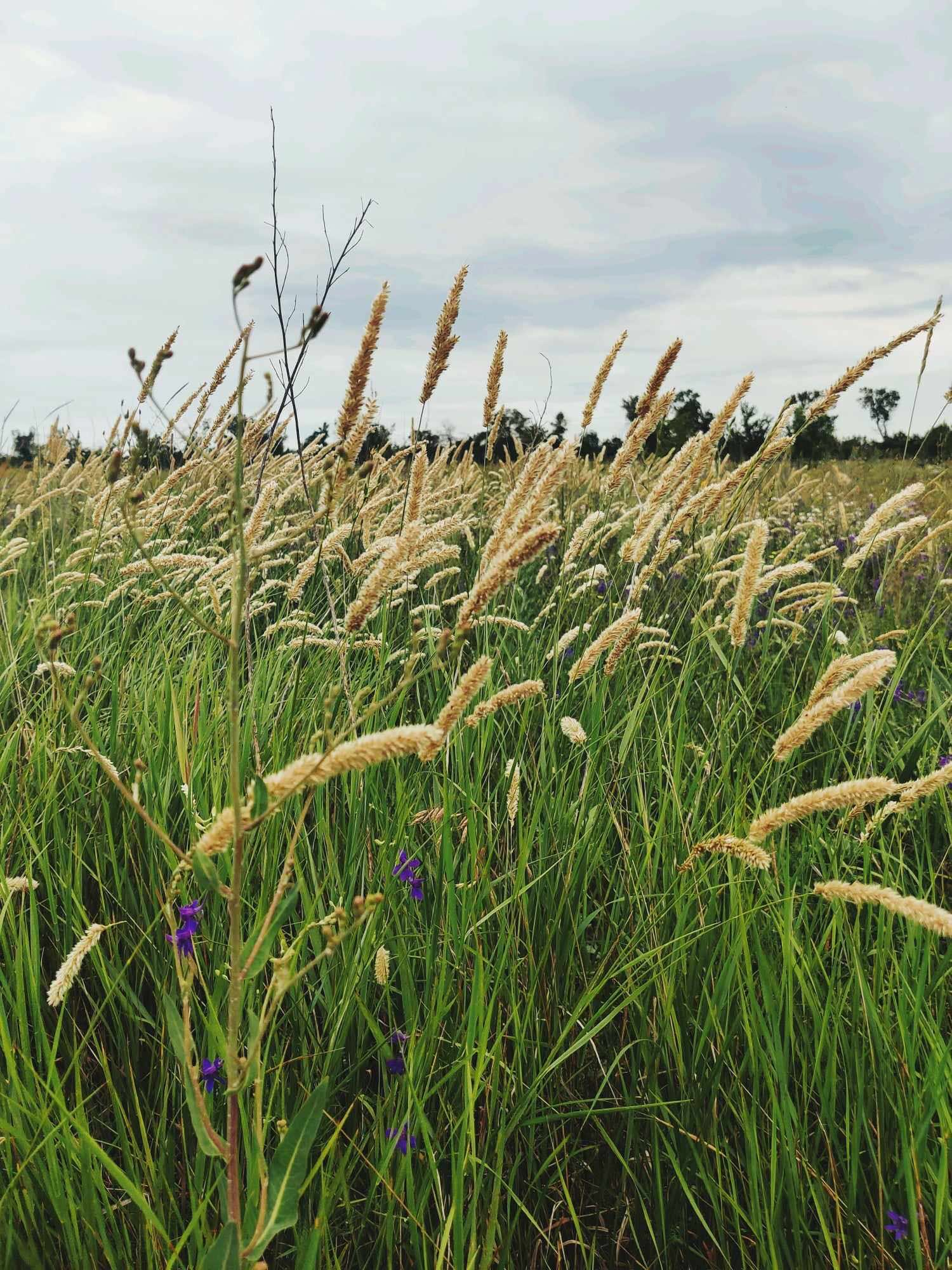
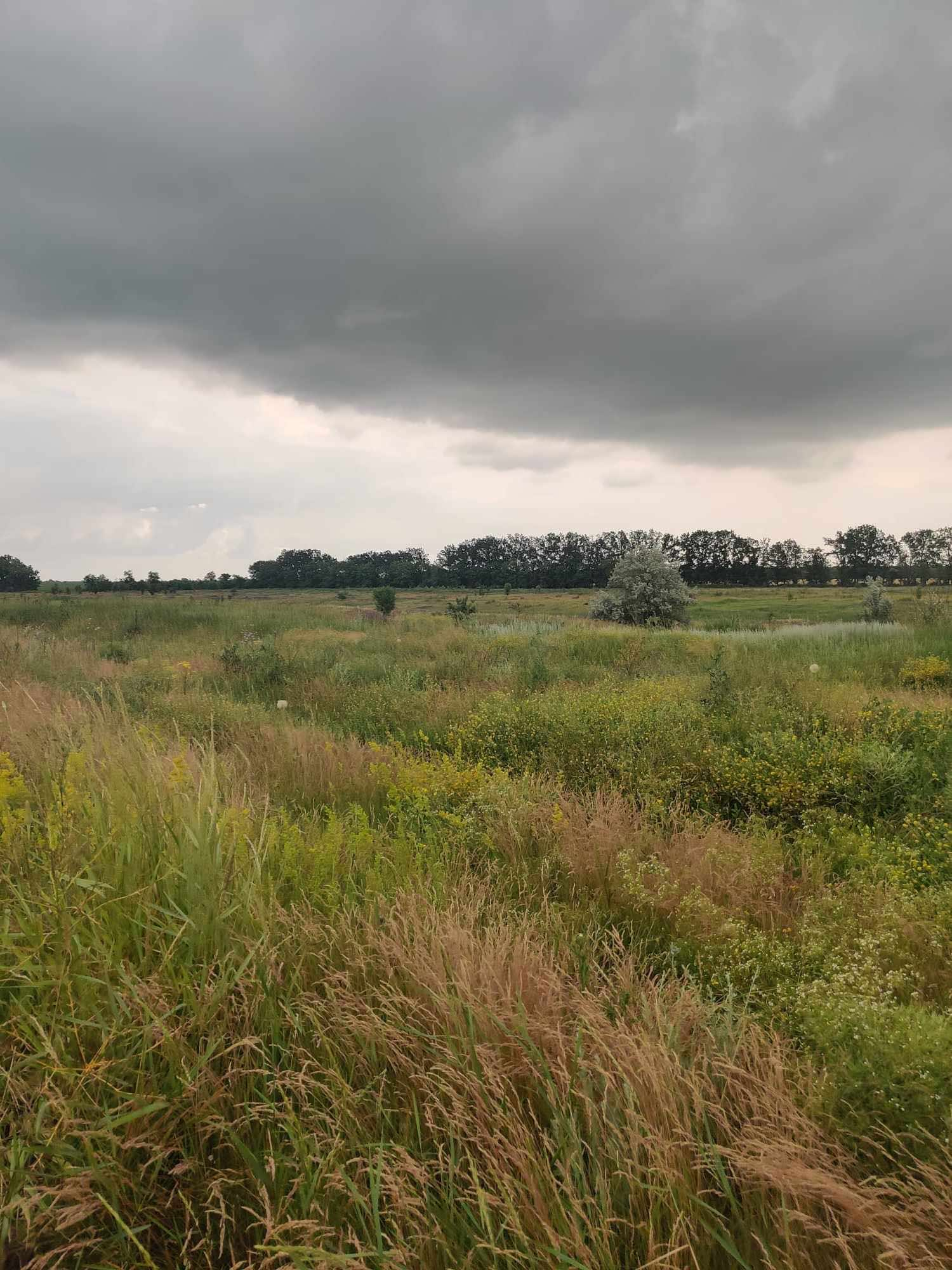
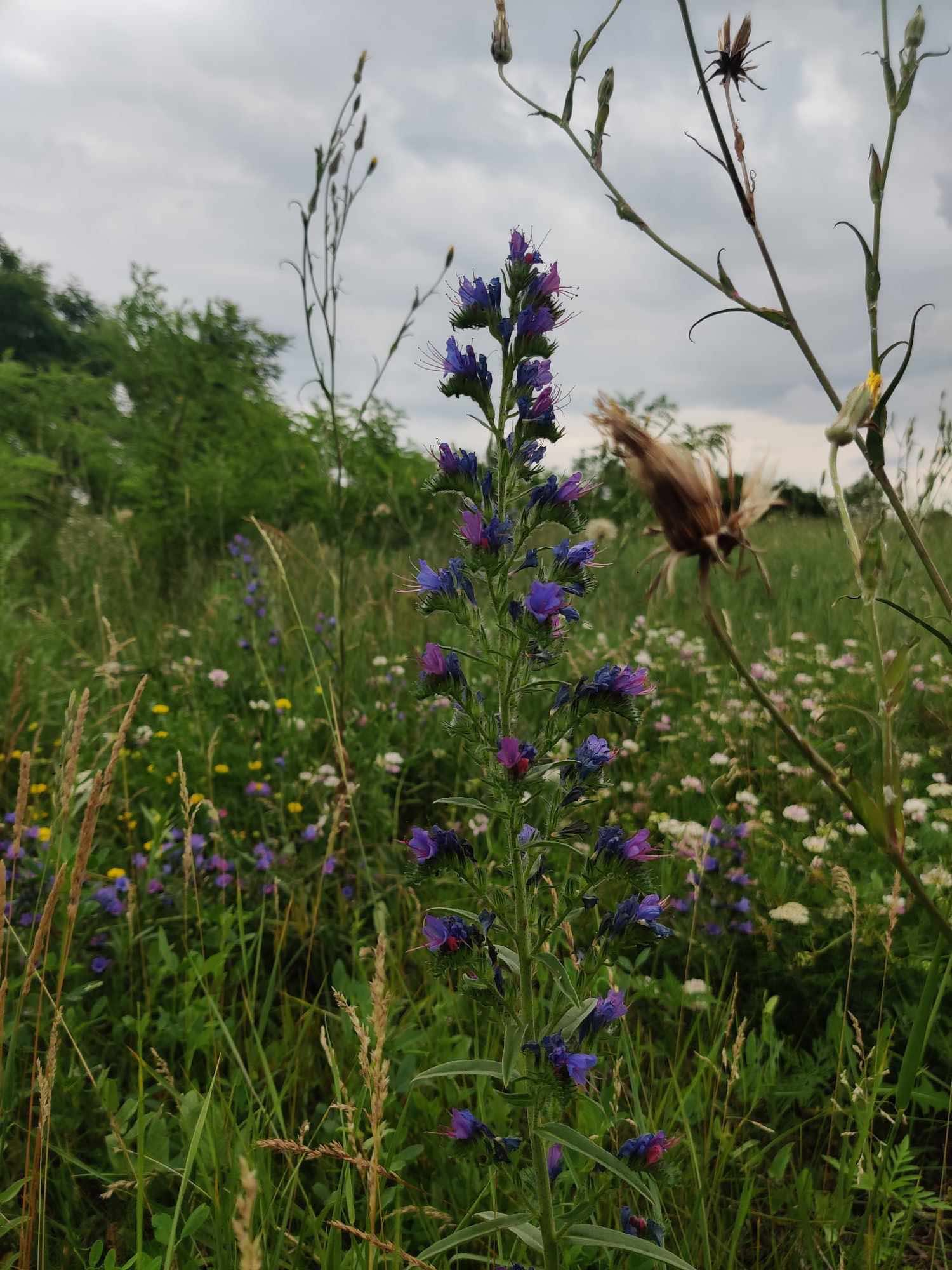
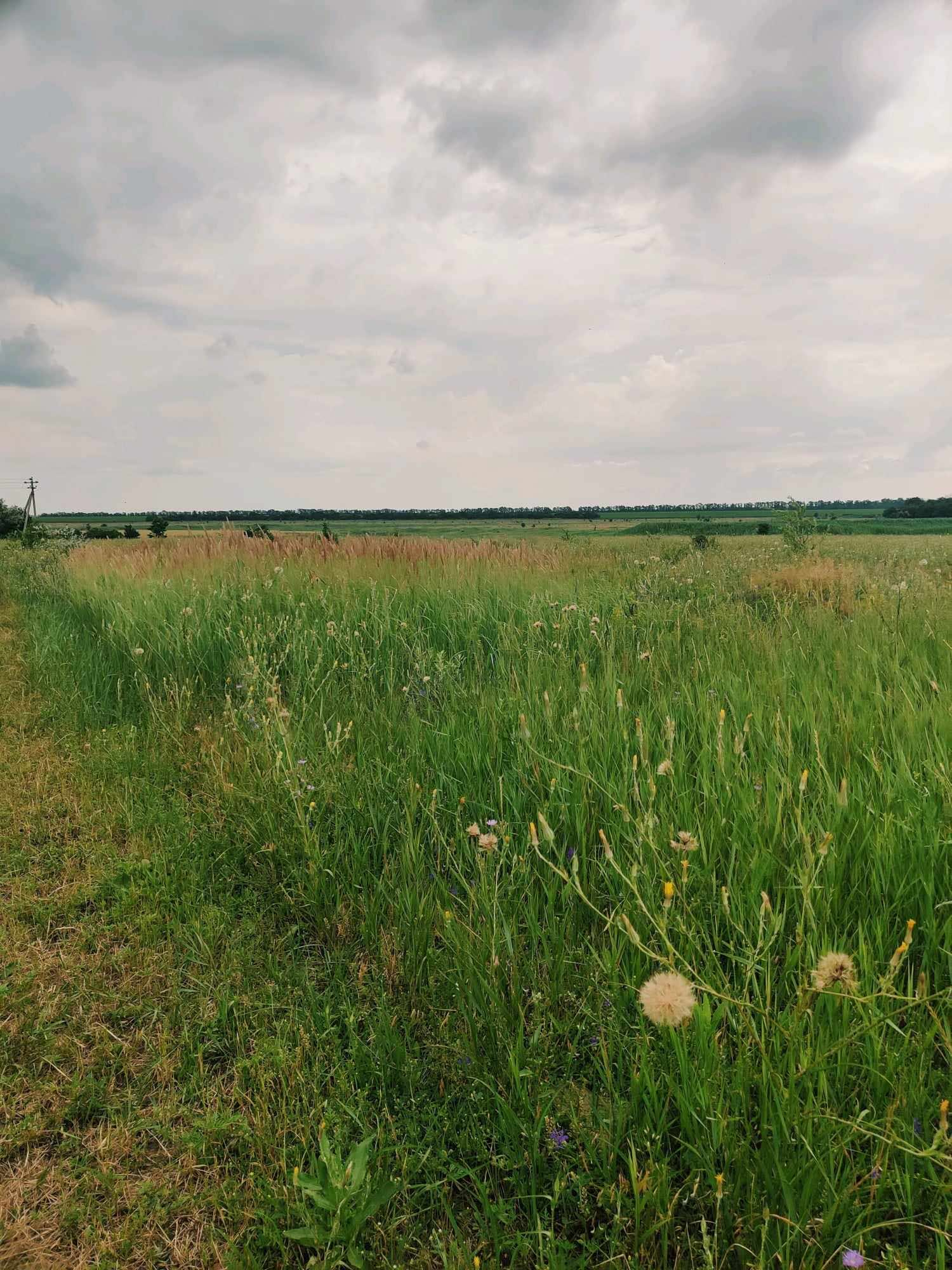
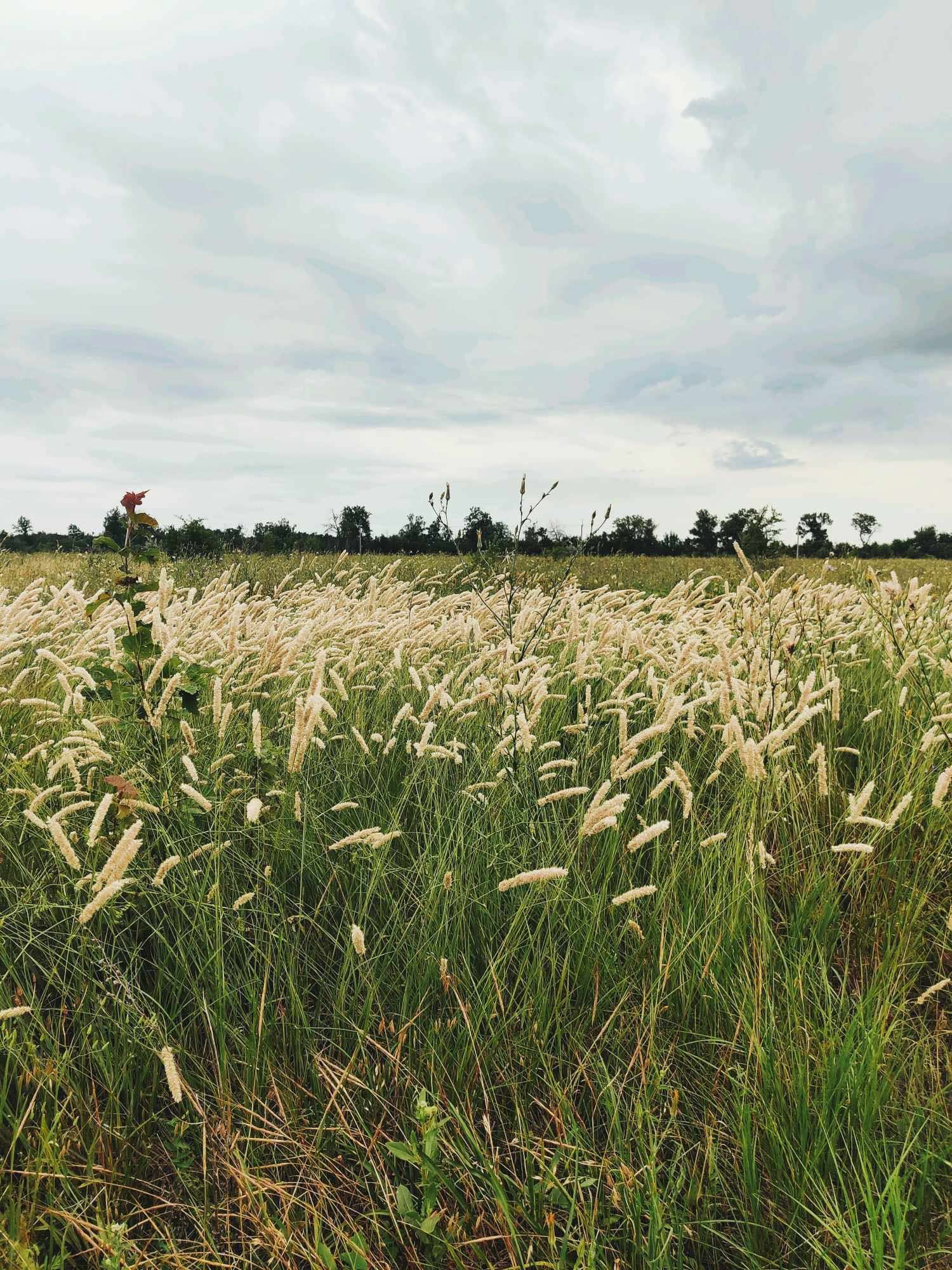
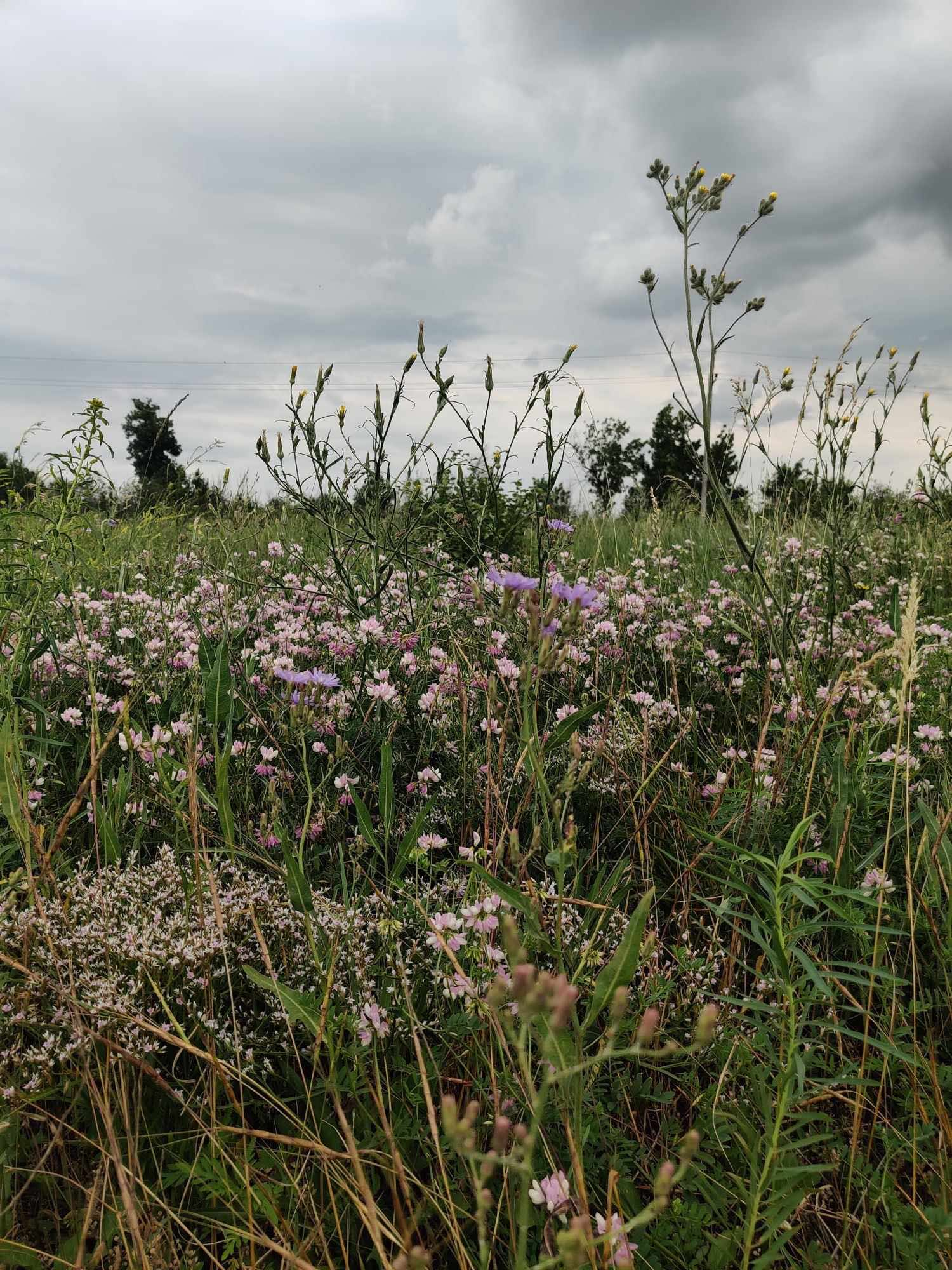
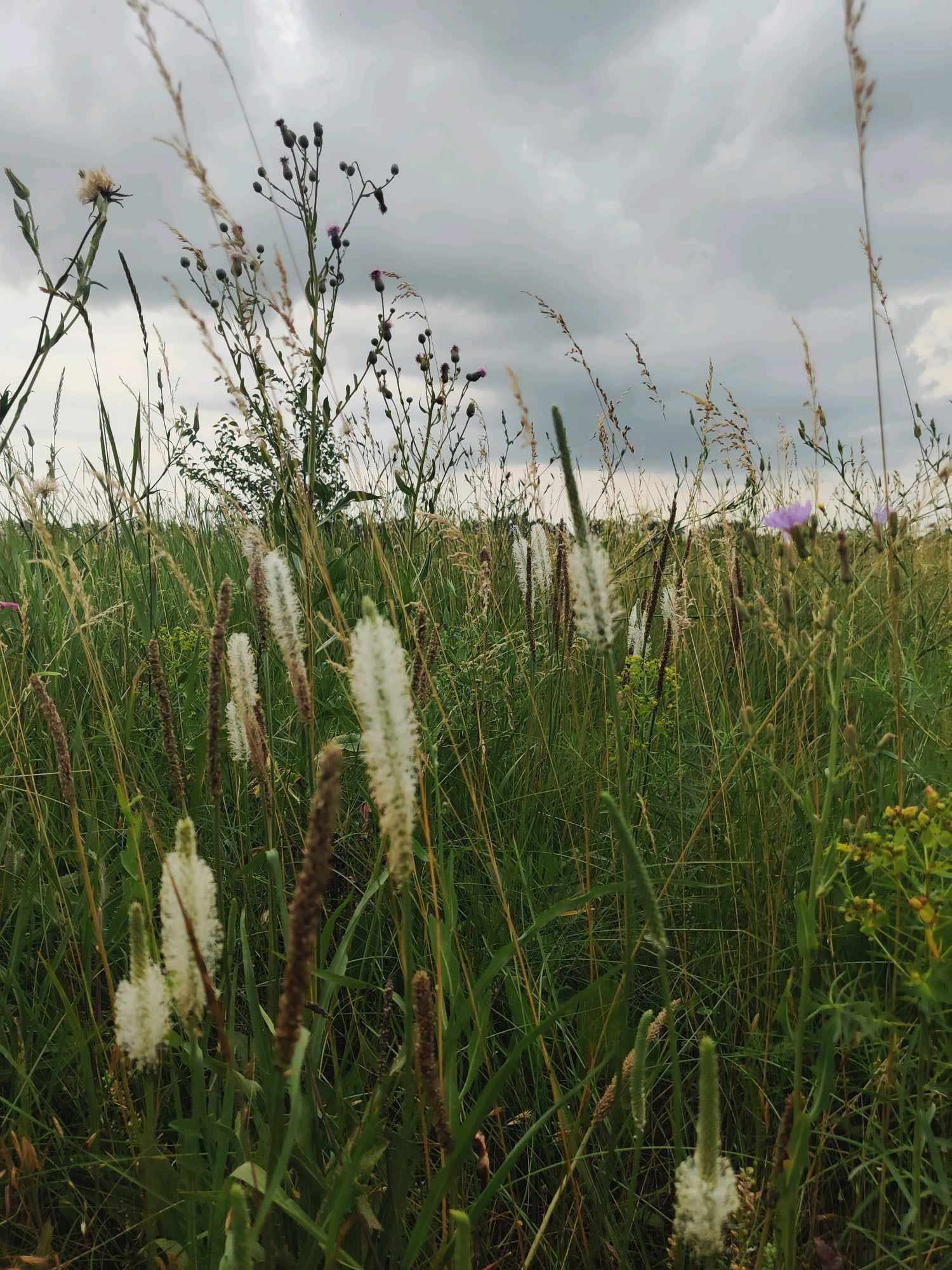
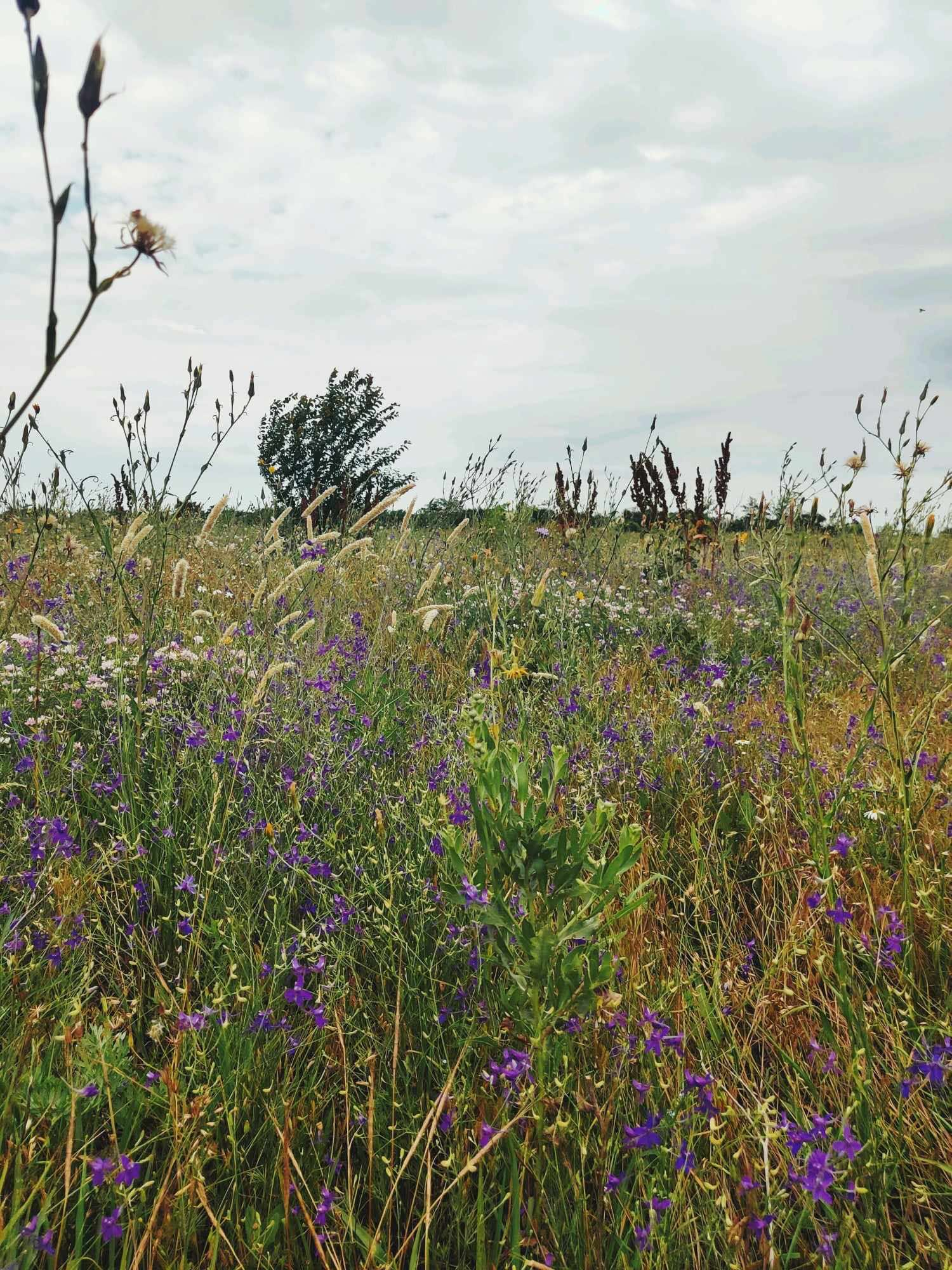
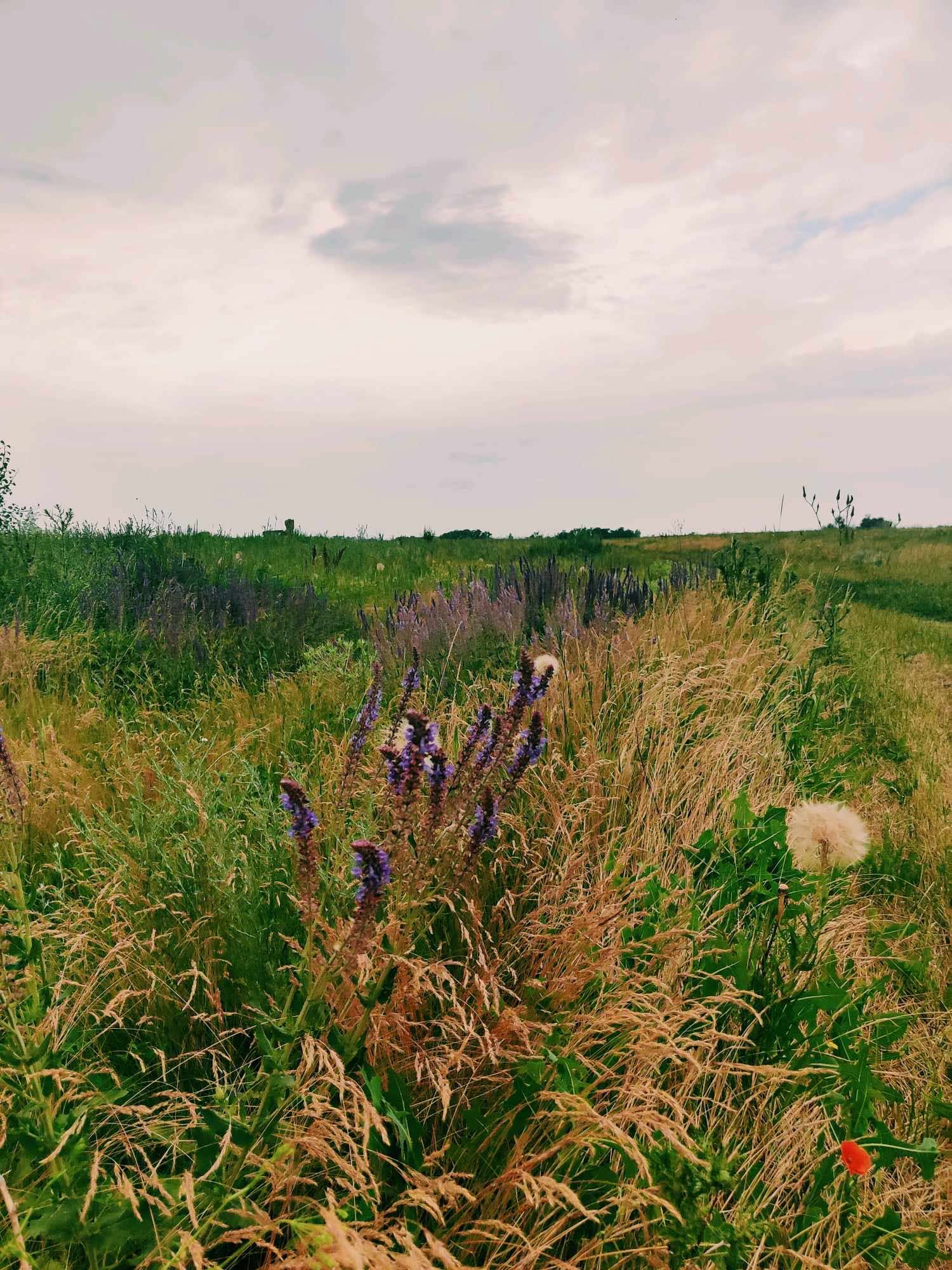
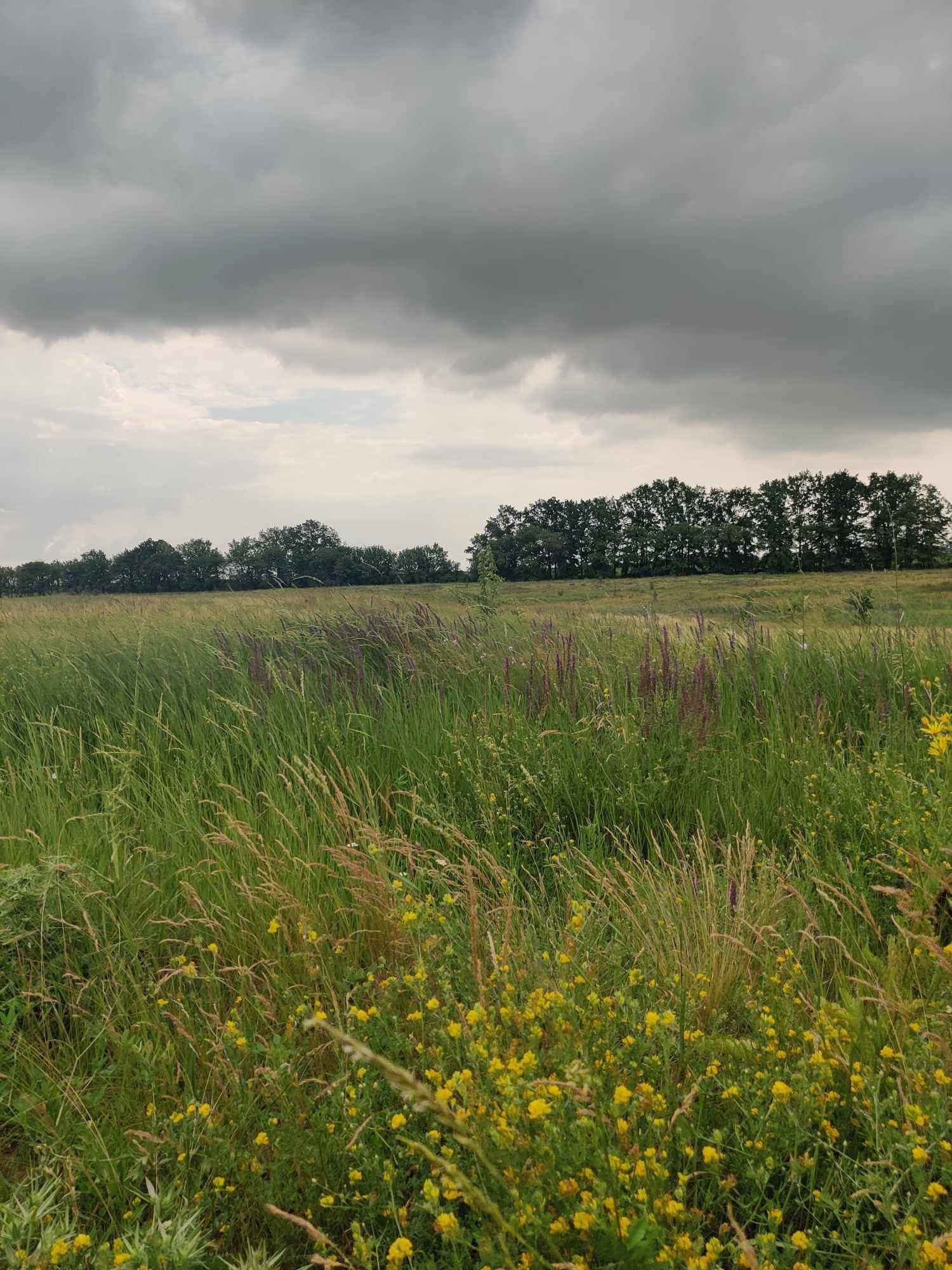
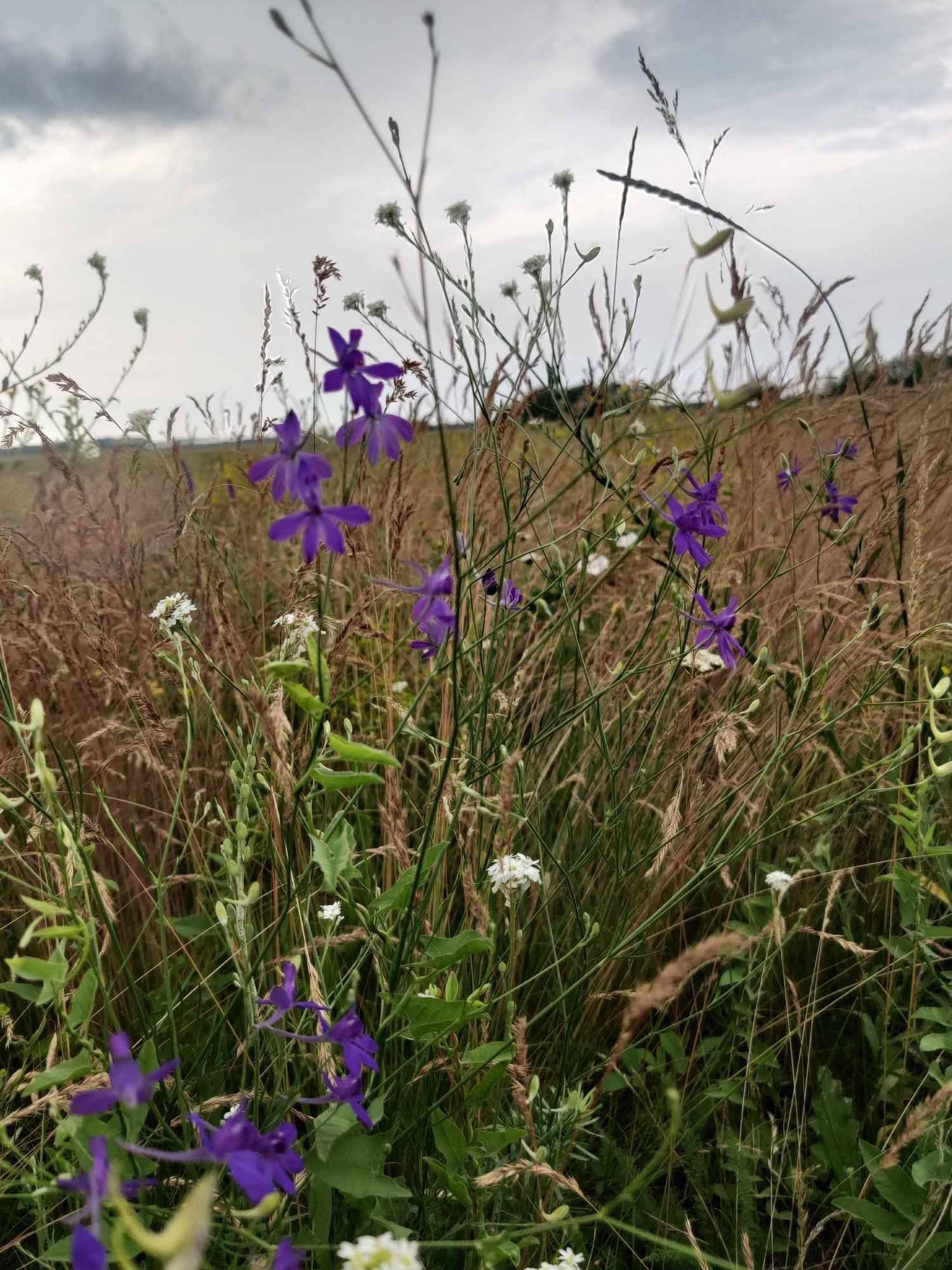
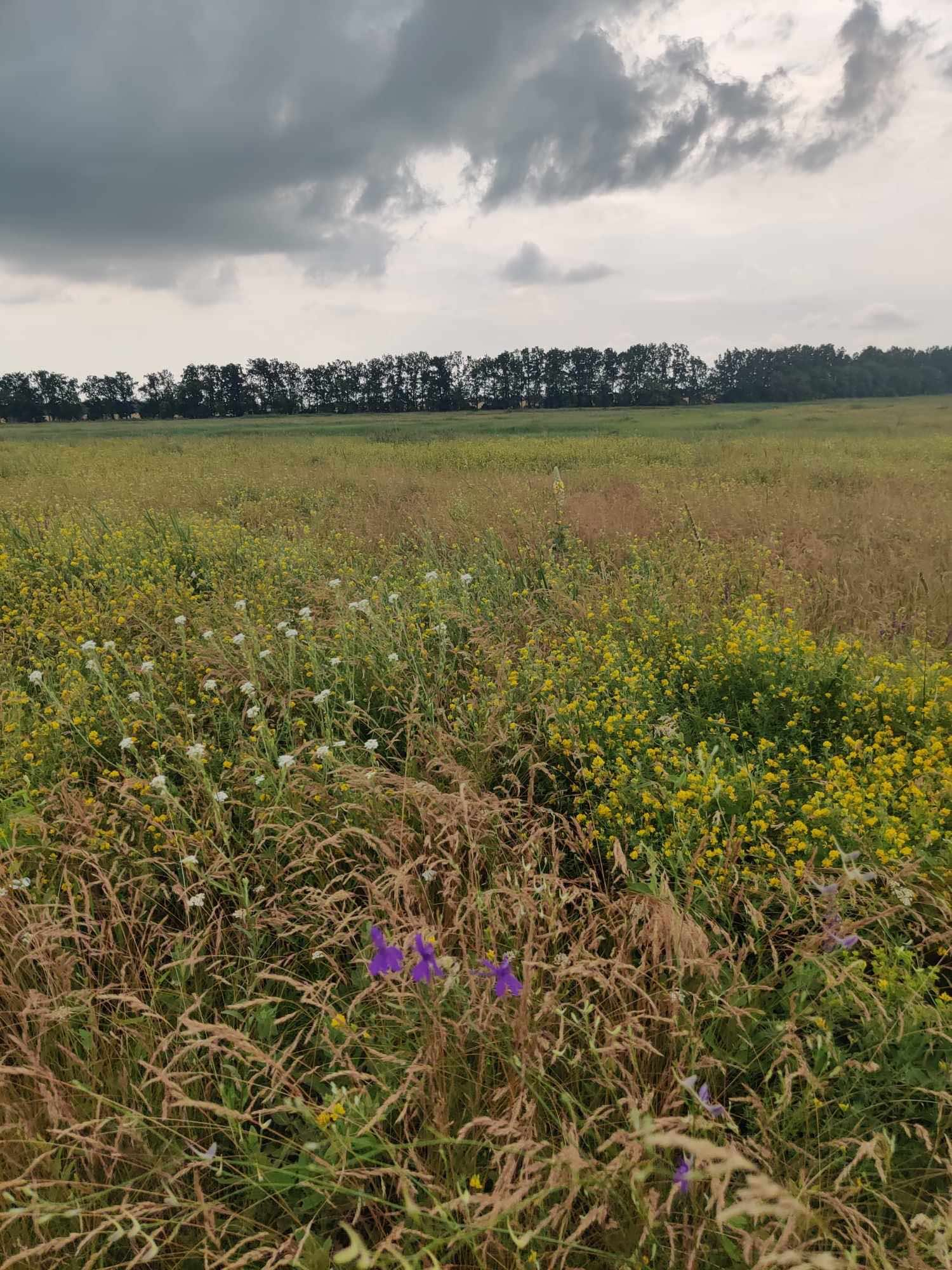
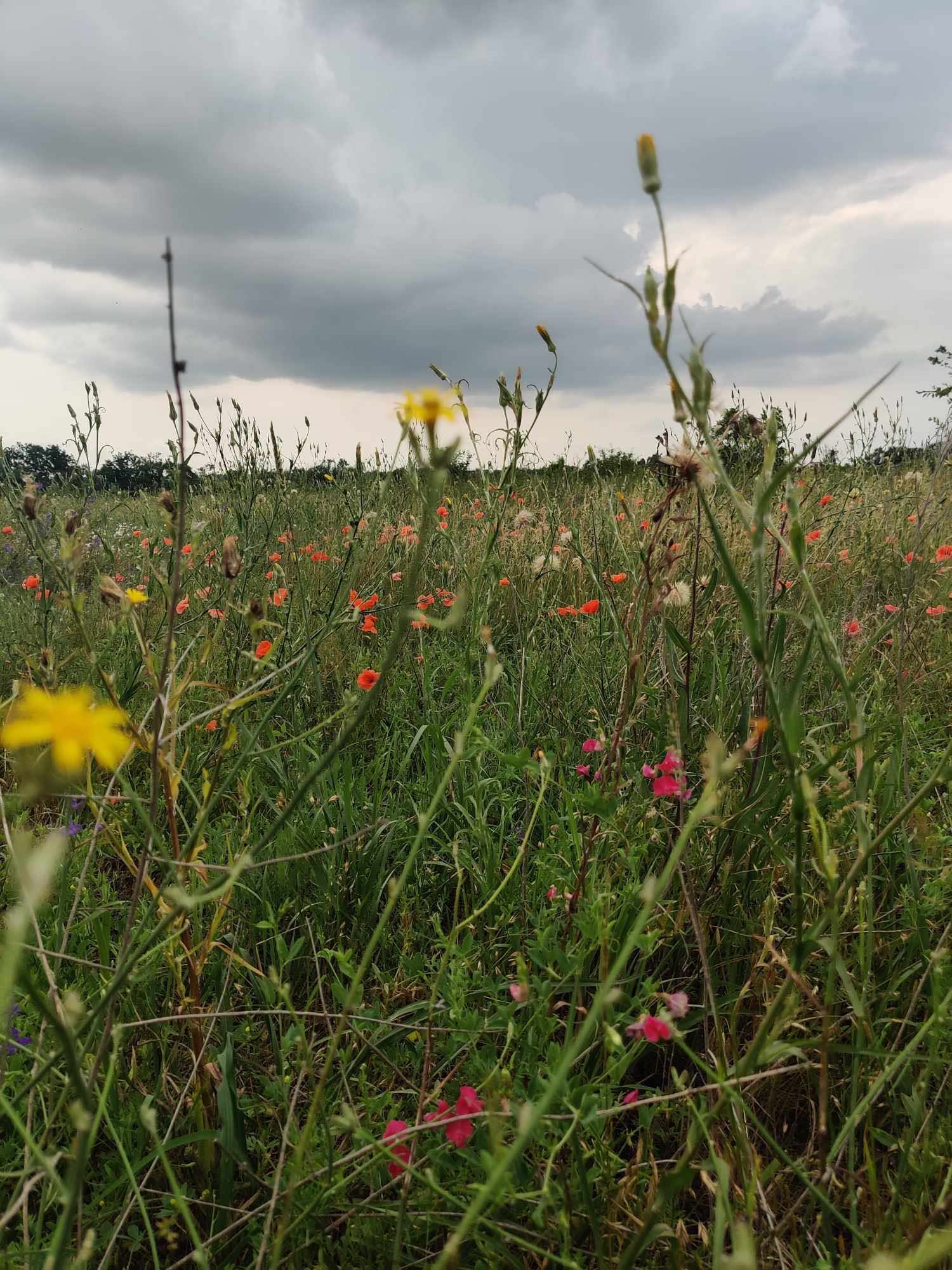
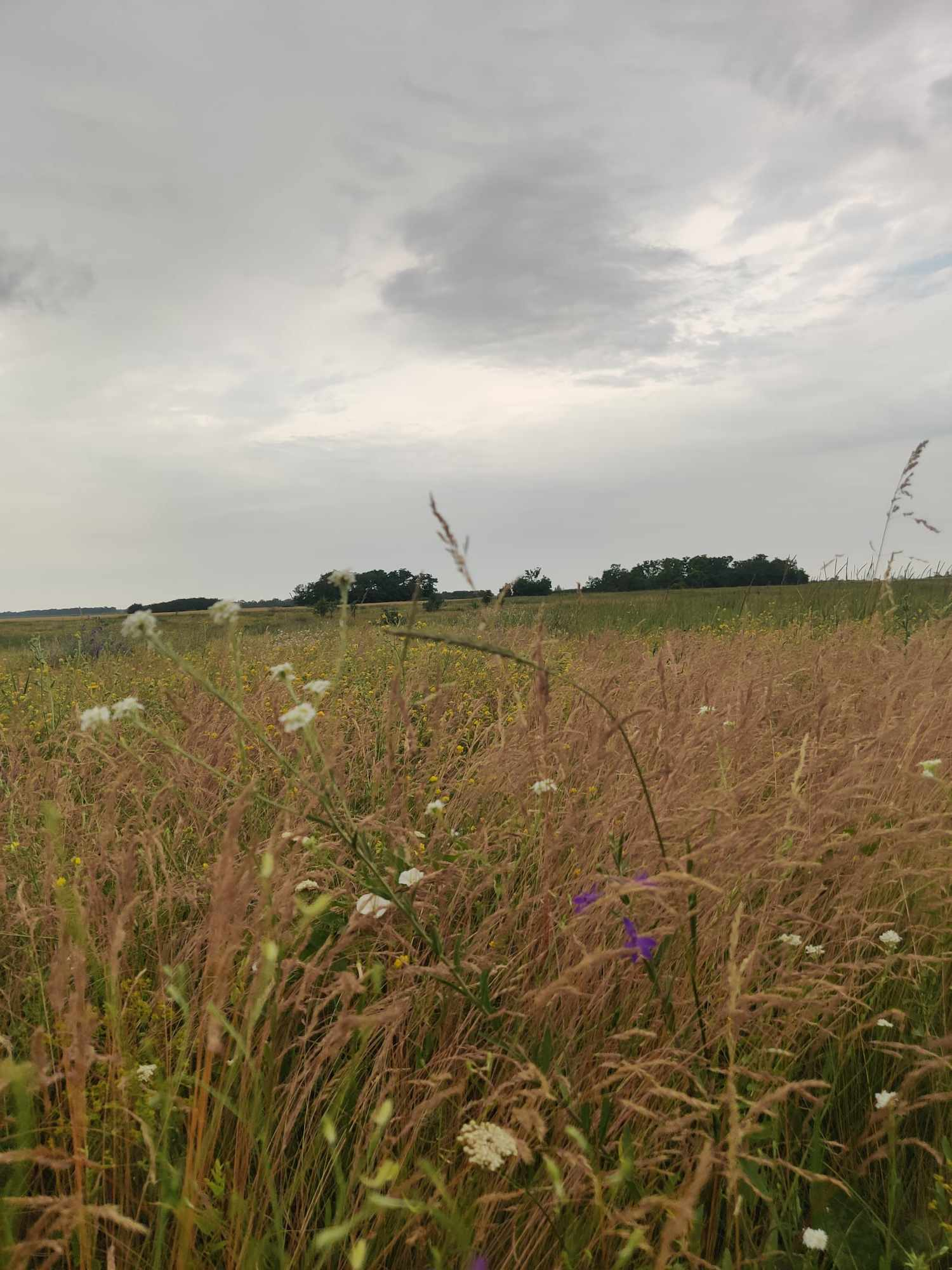